# Ayn Randová
Ayn Randová, vlastním jménem Ayn Rand O'Connor, rodným jménem Alisa Zinověvna Rozenbaum, přechýleně Rozenbaumová, rusky Алиса Зиновьевна Розенбаум (2. února 1905 Petrohrad – 6. března 1982 New York) byla původem ruská židovská spisovatelka a filozofka, která v roce 1926 emigrovala do USA. Proslavila se zejména svými romány, v nichž nastínila a později systematicky rozpracovala vlastní filozofii – objektivismus. Ten formulovala v oblastech metafyziky, epistemologie, psycho-epistemologie, etiky, estetiky, teorie dějin a politické filozofie.

## Život

### Rodina a útlé dětství
Narodila se jako nejstarší ze tří dcer 2. února 1905 v Petrohradu, tehdy hlavním městě Ruského Impéria, pár dní po tzv. Krvavé neděli. Pocházela z aškenázské rodiny vyšší střední třídy. Její otec byl úspěšný petrohradský lékárník Zinovij Zacharovič Rosenbaum, který si svůj podnik vybudoval vlastní prací, na což byl velmi hrdý. Po většinu dětství nepřišla s otcem příliš do styku, přesto si k němu vybudovala silný obdiv. Randová jej považovala za člověka oddaného racionalitě, poctivosti a pracovitosti. Za výjimečnou vadu považovala jeho častou lhostejnost, která se u něj projevovala např. v agnosticismu vůči náboženskému charakteru její matky. V rodinách tehdejších petrohradských elit bylo zvykem, že děti věnovaly podstatnou část svého času vzdělávání, s otci se moc nesetkávaly. Tato oblast spadala především do kompetence matek.

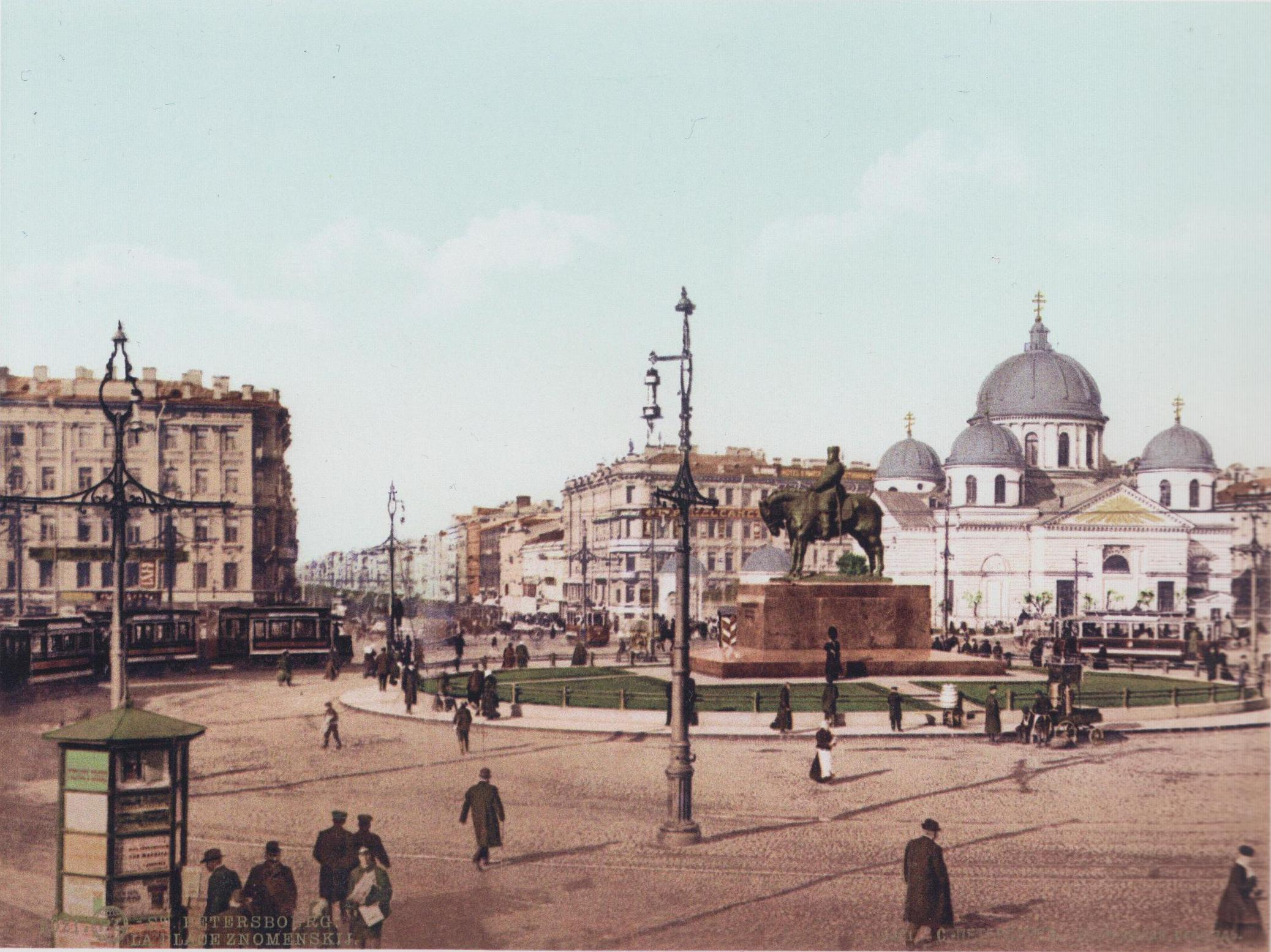
Ploščaď Vosstanija (rusky Площадь Восстания) v Petrohradu, kde měl Rosenbaum svou lékárnu, c. 1909–1915

Randová na svou matku, Annu Borisovnu Kaplan, vzpomínala vždy ve světle její pozdější pomoci k emigraci ze SSSR, čin, za který ji byla po celý život vděčná. Zdráhala se o ní mluvit kriticky. Přesto o matce vyprávěla jako o svém opaku. Podle ní byla matčiným výhradním cílem společenská prominence ve vyšší společnosti. Ayn se příčila její společenskost a náboženskost. Její matka zase vnímala svou nejstarší dceru jako "anti-sociální" dítě, které by se mělo "více zajímat o vrstevníky". Vyčítala jí její přílišnou "vážnost" a až "násilnou vášnivost". Přesto ponechávala Ayn volnost a považovala ji díky jejímu intelektu za výjimku mezi dětmi. Podle vypovědí Randové využívala jejího intelektu jako nástroje k získání společenského obdivu ve svých kruzích. Anna Borisovna se profilovala jako literát rodiny, přesto prý cítila k Ayn odpor. Podle Randové mohla být jedna z příčin v tom, že ona sama se zajímala o obsah myšlenek, zatímco pro matku byly důležité pouze jako předmět společenské konverzace. Anna Borisovna zřejmě těžce nesla dceřinu silnou vazbu k hodnotám. Ayn vzpomíná příhodu z dětství, kdy ji matka poničila panenku jen kvůli její silné vazbě k ní. Nejspíš i díky tomuto vlivu si Randová vyvinula výrazný smysl pro spravedlnost, individualismus a myšlenku, že čeho si váží, to musí být její vlastní.
Anna Borisovna podle filozofčiných výpovědí považovala svou roli matky za povinnost, kterou "nesnášela" a snažila se tento pocit – ať už vědomě či nevědomě – přenést na děti. Ayn se s tímto problémem vypořádávala abstraktně: svou existenci jako dcery si sama sobě obhájila tím, že přijít na svět nebylo její rozhodnutí. K matce navíc nic necítila a tak ji její řeč nijak nezraňovala.

Zkušenosti s matkou u ní mimo jiné přispěly i k přijetí ateismu. Matčina náboženskost se však zdá mírnou a Ayn vyrůstala převážně v nevěřící rodině s výjimkami. Harry Binswanger cituje Ayny vzpomínky na setkání s náboženstvím v dětství: 
(o matce, pozn. překl.) ...Náboženská emočním způsobem ne z přesvědčení, ale spíš z tradice, víc z oddanosti své matce a proto nikdy nevnucovala náboženství nám. Matka začala plněním dvou svátků v roce a pak se vzdala i těch. Jelikož od nás nebylo nic vyžadováno, neměla jsem žádné náboženské školení.
Jediná relevantní příhoda z dětství, na kterou si vzpomínám, se stala okolo věku šesti let. Jednoho dne velmi roztomilé bílé kotě, které měla babička, onemocnělo a umíralo. Má sestřenice prý slyšela, že když se budeme modlit, když se budeme opravdu upřímně modlit, Bůh to kotě zachrání. A tak jsme odešli do temné místnosti blízko kuchyně, kde nás dospělí nemohli vidět, a modlili jsme se pro to malé kotě. Kotě zemřelo. Vzpomínám si, že jsem přemýšlela: no... ani jsem tomu skutečně nevěřila, ale zkusila jsem to. Neřekla jsem si: tak tedy nevěřím v Boha. Nebyl to takový druh testu. Vzpomínám si, že jsem se cítila nepřekvapená, že se nic nestalo.
V dětství si Ayn mimo jiné získala i půdu pro své budoucí filozofické myšlenky o kauzalitě, životě jako dlouhodobém procesu a důležitosti poctivosti. Zde opět sehrála velkou roli Anna Borisovna. Ayn vzpomínala další dětskou příhodu, kdy s matkou uzavřela dohodu o směně několika hraček za lepší. Matka slib porušila a hračky darovala sirotčinci.
Podle slov Ayn, byly její první hodnoty, které v dětství vědomě sledovala "neobyčejnost" a "účelnost". Ve vzpomínkách na dětství se zmiňuje konkrétně o dvou dívkách, které se staly její první inspirací k pozdějším literárním hrdinkám – rusovlasou tanečnici a tenistku. (V Rusku jako v jiných částech Evropy existoval jistý stereotyp asociování zrzazavých vlasů s židovstvím nebo cizáctvím a nejen proto byly nahlíženy s nedůvěrou. Ženy hrající tenis byly v zemi s tradicionalistickou kulturou nevídaným úkazem.) Obě dvě ji fascinovaly díky své "nezávislosti", "aktivnosti" a "neobyčejnosti".

### Přelom v myšlení (po 1918)
Matčin důraz na studium jazyků (především francouzštiny, která byla mezi Petrohradskou elitou velmi oblíbeným jazykem) přivedl Ayn k literatuře, kde nalezla první implicitní prvky své pozdější filozofie. Stala se vášnivým čtenářem. K romantické beletrii ji v 8 letech přivedla četba francouzských magazínů pro děti, konkrétně detektivní příběh o pronásledování zloděje šperků. V 9 letech si přečetla příběh Mysterious Valley od Maurice Champagne o britských důstojnících v Indii, vyzdvihující jejich boj s domorodými povstalci proti kolonialismu. Heroismus v tomto příběhu u ní silně rezonoval a hlavní postava Cyrus Paltons se stala jejím "prvním hrdinou", podobajícímu se Howardu Roarkovi (Zdroj) nebo Hanku Reardenovi (Atlasova vzpoura). Cyrus se stal i inspirací pro jméno hrdinky Kiry jejího románu We The Living. Ayn si v průběhu dětství postupně zidealizovala Velkou Británii jako svou vysněnou, svobodnou, individualistickou zemi.
S rodinou často cestovala do Švýcarských Alp. Při jednom z těchto výletů v létě 1914 je zastihla první světová válka (konkrétně při cestě ze Švýcarska do Paříže) a rodina se musela vrátit přes Londýn a Balt do Petrohradu. V Londýně zahlédla plakáty dívek s plavovlasými, krátkými účesy a začala o nich vymýšlet příběhy. Tehdy se rozhodla, že se stane spisovatelkou.
V 10 letech (1915) píše první romány. Nepovažovala je za příliš kvalitní, ale nijak ji tento fakt nedemotivoval. Pokračovala v psaní. Její hrdinky byly většinou "podobné Dagny" (Atlasova vzpoura), "plavovlasé, vysoké, s krátkými účesy a světlýma očima". Jeden z těchto příběhů je např. o 10 leté dívce, která nastoupí do armády a brání Velkou Británii před německou invazí.

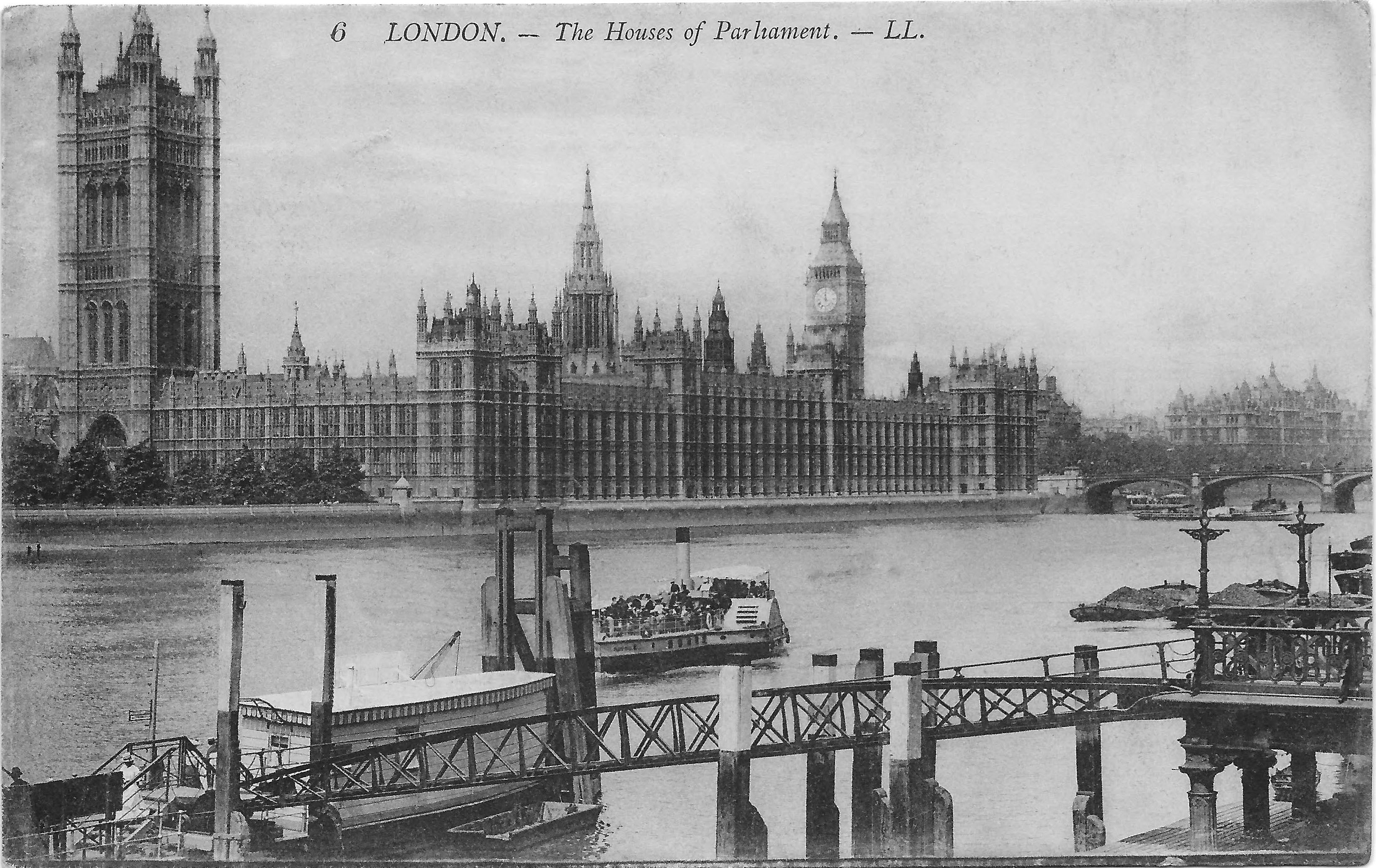
Londýn, 3. července 1914 (zhruba měsíc před vypuknutím války a pobytem Ayn).

Podle jejích vlastních slov začala ve 12 letech (1917) integrovat svá silná přesvědčení do abstraktních principů. Pozorně sledovala Kerenského Únorovou revoluci, u níž doufala, že změní Rusko v parlamentní republiku svázanou ústavou ochraňující nezcizitelná práva člověka. Začala se formovat její politická filozofie. Otec a další lidé z jejího prostředí zastávali na rozdíl od ní myšlenku konstituční monarchie. Začíná kriticky uvažovat o stále populárnějších myšlenkách bolševiků, o který si psala do deníku. Po Říjnové revoluci jej musela spálit, aby nepřišla do problémů při jeho případném nalezení. Podle Harryho Binswangera vzpomínala:
Do toho deníku jsem psala o hodnotě jednotlivce. Že člověk má právo žít sám pro sebe. Není žádný důvod, proč by měl žít pro ostatní, jeho vlastní štěstí by mělo být jeho cílem. Poprvé, kdy jsem slyšela slogan, že člověk by měl žít pro ostatní, konkretizovala jsem si to velmi jasně jako obětování hrdiny neentitám. Komunisté tvrdili, že chudí a negramotní mají být vládci světa, protože jsou chudí a negramotní.
Ve 13 letech (1918) začala vědomě prozkoumávat svá přesvědčení a poprvé se explicitně rozhodla být ateistkou:
Důležitý záznam do deníku, který si vzpomínám, jsem napsala, když mi bylo 13: Dnes jsem se rozhodla být ateistkou. Pokračovala jsem výčtem důvodů. Rozhodla jsem se, že pojem Boha je ponižující pro člověka, protože říkají, že Bůh je dokonalý a člověk nikdy nemůže být tak dokonalý, ta myšlenka dělá nutně člověka přízemním a nedokonalým. Staví nad člověka něco, co je naprosto špatné a neudržitelné. Nevidím žádný důkaz. Nikdo mi nikdy nevysvětlil, proč Bůh existuje, a nikdo ani nemůže. Je to očividně smyšlenka. Jelikož je ta myšlenka racionálně neudržitelná a ponižující, jsem proti ní.
V stejné době se poprvé seznamuje s romány Victora Huga, kterého po celý život obdivovala jako největšího romanopisce. V průběhu školních let četla Randová díla autorů jako Walter Scott, Fjodor Dostojevskij, Pierre Corneille, Edmond Rostand a Friedrich Schiller, kteří se stali jejími oblíbenými spisovateli. Konkrétně Huga, Rostanda a Corneille považovala za přední představitele literární školy, kterou později pojmenovala jako romantický realismus, a to nejen díky charakteristickým znakům jejich her – svobodné vůli člověka, smyslu pro vznešenou romantiku, heroismu a propracovaným zápletkám. Dostojevského si oblíbila díky jeho "moralistickému tónu".

### Občanská válkaaSSSR(1918–1926)
Říjnová revoluce téhož roku zasáhla rodinu Rosenbaumů tvrdě. Otci byl znárodněn podnik a rodina se přestěhovala na bělogvardějský Krym do lázeňského města Jevpatorija. Ayn na poloostrově dostudovala lyceum a zhruba půl roku po krymské evakuaci se rodina vrací do Petrohradu (přejmenovaného na Petrograd). V posledním roce lycea byla uvedena do dějin USA a Amerika se pro ni okamžitě stala ideálem a nahradila starší Velkou Británii. V 16 letech (1921) nastoupila na Petrohradskou státní univerzitu, jednou z prvních ruských univerzit, které se otevřely ženám. Byla přijata na fakultu sociální pedagogiky, obor historie s filozofickým zaměřením, a studovala zde v letech 1921–1924. Studium bylo ovlivněno silnou ideologizací, včetně povinného marxistického výkladu historie, s nímž Randová ostře nesouhlasila, ačkoli své názory tehdy držela v soukromí. Podle jejích slov jí byly největší duševní oporou středoevropské operety (ve We The Living je např. zmíněna Bajadéra od Emmericha Kálmána) a zahraniční filmy jako Siegfried Fritze Langa. Pomohly jí unést dusivou atmosféru stále totalitárnějšího SSSR a uchovat si svůj životní pocit.
V této době již intenzivně studovala literaturu, filozofii a film. Poprvé se seznamuje např. s díly Aristotela, kterého považovala za svého největšího filozofického učitele. V roce 1924 úspěšně absolvovala univerzitu a krátce poté se přihlásila na Státní institut kinematografie (VGIK), kde studovala scenáristiku. V roce 1925 napsala akademickou brožuru o polské herečce Pole Negri a o rok později zpracovala téma Hollywoodu (Hollywood: American Movie City), obě práce publikovala v Leningradu a Moskvě. Od této chvíle se rozhodla používat jako své autorské jméno Ayn Rand.

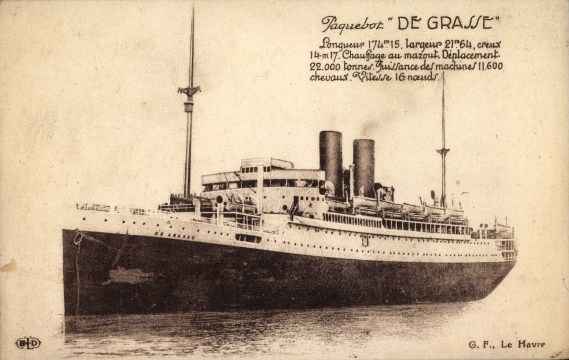
Parník SS De Grasse, na kterém Randová strávila 9 dní při plavně do z Le Havru do New Yorku.

Část rodiny ze Chicaga se zajímala, jak se má zbytek Rosenbaumů v Leningradu. Došlo k návrhu, že by je Ayn navštívila a americká část rodiny souhlasila. Ještě téhož roku získala 29. října vízum de facto k návštěvě příbuzných v USA (oficiálně ke studiu filmu za účelem pozvednutí sovětské filmografie). 17. ledna 1926 opouští Leningrad s úmyslem zůstat za Atlantikem natrvalo. 10. února odplouvá z francouzského Le Havru na parníku SS De Grasse. 19. února zažívá v slzách jeden z nejsilnějších momentů svého života – její několikadenní plavba přes Atlantik vyvrcholila pohledem na nebe se dotýkající Manhattan.

### První léta v USA

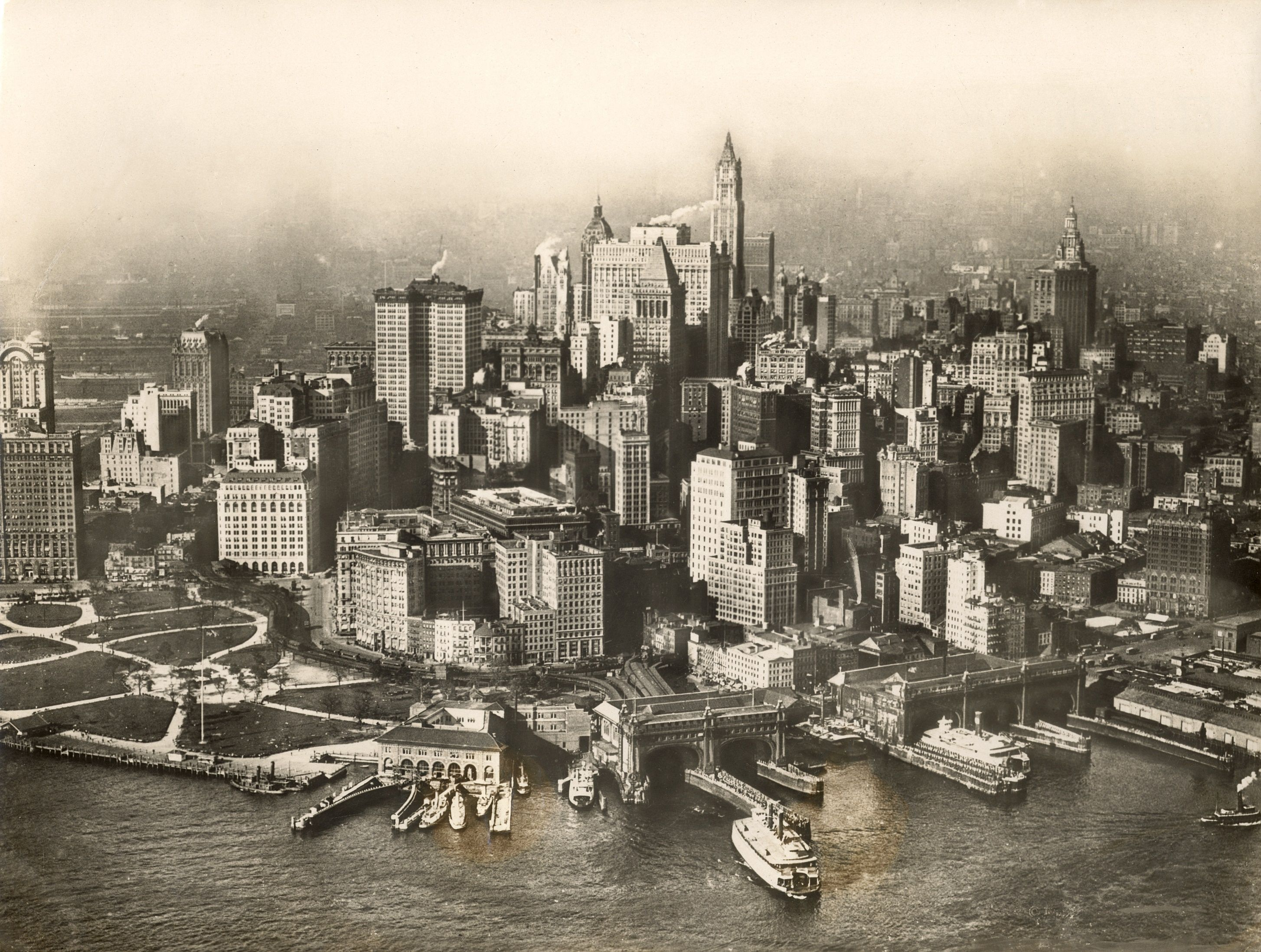
Panoráma Manhattanu, New York, 1926.

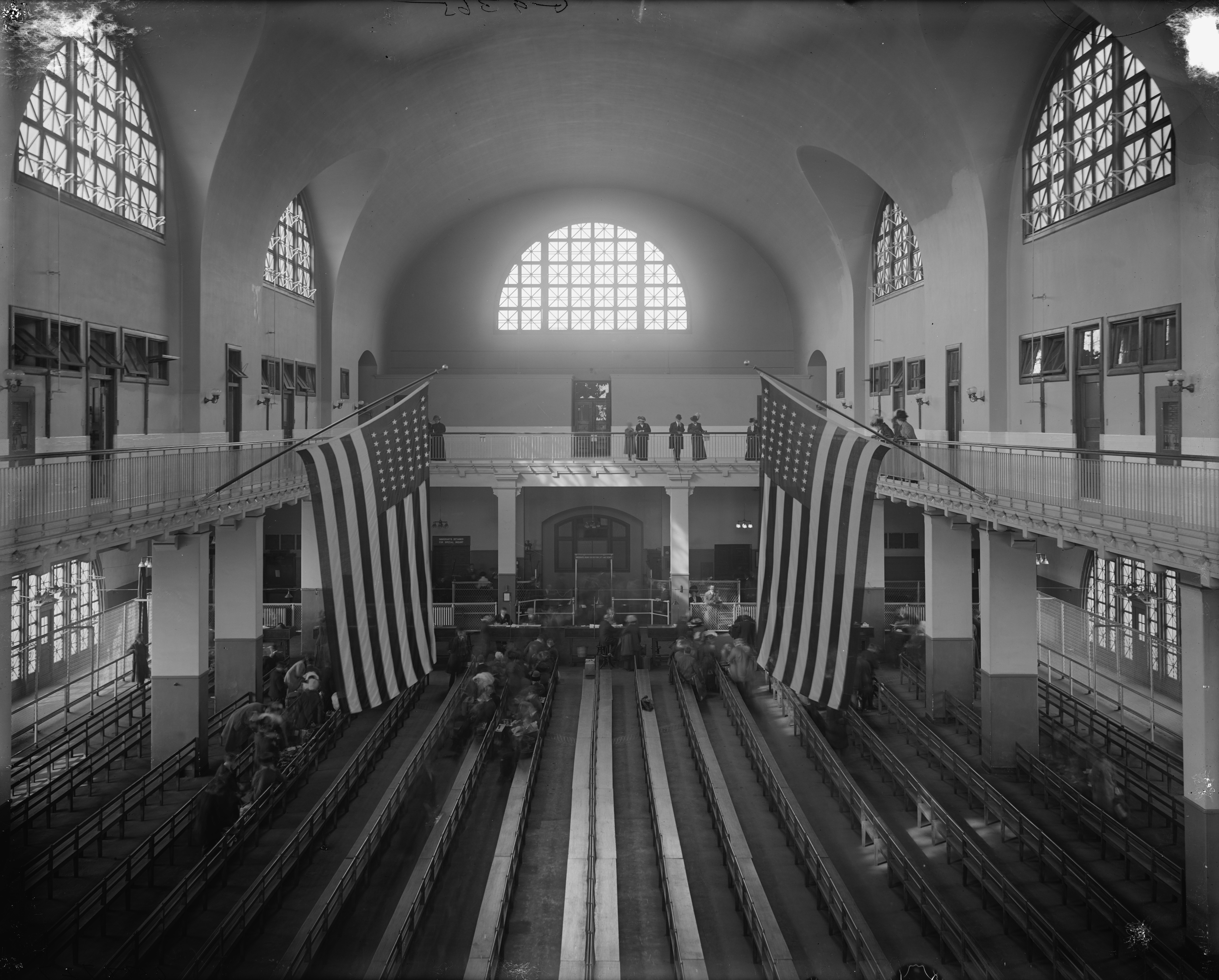
Ellis Island, přistěhovalecká stanice pro imigranty do USA.

Od února do srpna 1926 zůstává s příbuznými v Chicagu. Do Hollywoodu přichází až v září toho roku. Tam stráví svá první léta po emigraci a živí se psaním a hodnocením filmových scénářů pro studio Paramount Pictures nebo přivýdělky v obuvnické továrně. První scénář se jmenoval Red Pawn (česky Rudá figurka) o ženě osvobozující svého manžela v sovětském gulagu. Podařil se jej prodat v roce 1932. V Hollywoodu se už v měsíci svého příchodu potkává s režisérem Cecilem DeMillem. Ten ji v roce 1926 obsadil jako komparzistku a poté jako pomocnou scenáristku při svém natáčení. V létě 1927 píše krátké kompoziční scénáře do svých deníků –The Skyscraper o triumfu mladého architekta Howarda Kanea (inspirace pro pozdější The Fountainhead) a The Siege o hrdinech Ellen Darrow a Kennethu Hartleym v obklíčeném Pekingském hotelu. Začíná své první literární úvahy, např. nad povahou epiky a roku 1928 plánuje svůj první anglický román The Little Street. Randová přichází na to, že stejné myšlenky, které ovládly Rusko, se objevují i v USA. Cítí hořkost a tu měla v plánu promítnout do románu. Nakonec dílo přesto nedopsala, bylo jí příliš cizí – jejím cílem bylo pozvednout, ne spílat.
Při natáčení DeMillova filmu The King of Kings se seznámila s hercem Frankem O'Connorem, za kterého se provdala v dubnu 1929. Jen pár měsíců poté získala povolení k trvalému pobytu a o dva roky později i občanství. (Do Spojených států se snažila dostat i rodiče a sestry, což se jí nepodařilo jelikož nedostali povolení k opuštění Sovětského svazu. Sestra Nataša později zahynula společně s matkou při blokádě Leningradu. Druhá setra Eleonora Ayn navštívila v roce 1974, ale sestry ze sebe byly navzájem zklamané a Eleonora se rozhodla k návratu do SSSR.) V roce svatby s O'Connorem získává i práci jako kostymérka ve studiu RKO Pictures. O rok později (1930) vytváří první poznámky k budoucímu románu We The Living.

### 30. léta
We the living (česky My, žijící), dokončila v roce 1933, nenašla však vydavatele až do roku 1936. Intelektuální proud ve společnosti byl od roku 1929 po zhroucení americké ekonomiky de facto opačný její filozofii a životnímu pocitu. Američtí intelektuálové v průběhu 30. let za Velké hospodářské krize buď naivně věřili sovětské propagandě a tedy úspěšnosti socialistického modelu, nebo propadali nedůvěře, cynismu a pesimismu. Je to doba, kdy se krize tvrdě odráží v literatuře (např. Steinbeck, Fitzgerald, O'Neill, Faulkner), americký sen se zdá ztracený, padají ideály a jsou nahrazovány všudypřítomným voláním po "solidaritě s trpícími", v politice po plánované ekonomice a větších intervencích státu. Randová tak výrazně vystupuje z amerického intelektuáního proudu a za přijetí bude muset bojovat po zbytek století.

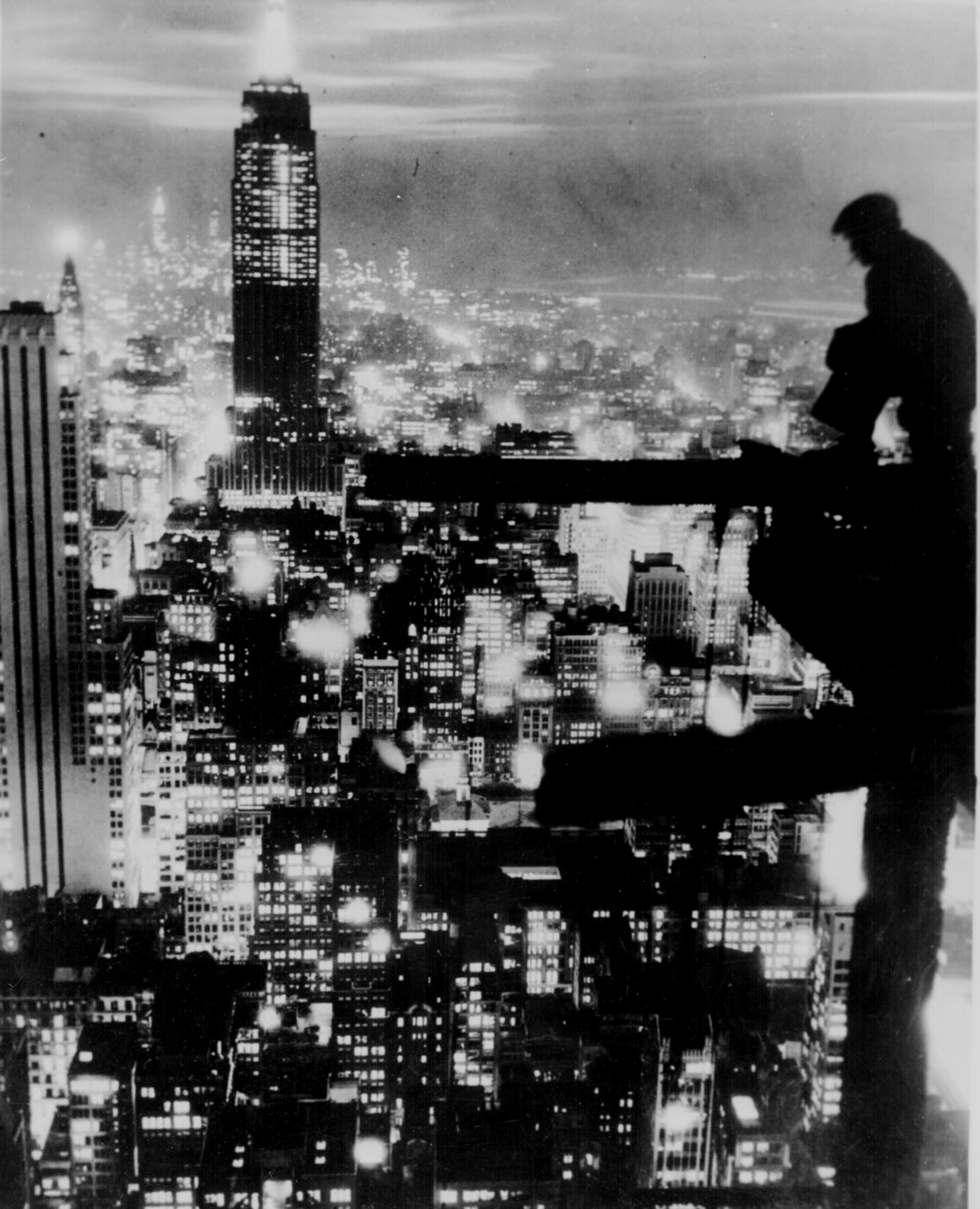
New York, 1935.

V prosinci 1935 vytváří první poznámky k budoucímu stěžejnímu románu The Fountainhead. V témže roce zinscenovala v Hollywoodu svou první hru Woman on Trial. Toto drama o třech jednáních se jí podařilo prosadit v září 1935 i na Broadway pod oficiálním jménem The Night of January 16th díky její dramatické inovaci – závěrem diváci sami rozhodují o odsouzení nebo osvobození hrdinky a tím se odhalují filozofické premisy daného publika. V průběhu roku 1936 pracuje jako písařka pro newyorského architekta Eli Jacques Kahna, aby získala cenné znalosti o architektuře s cílem je uplatnit při pozdější práci na The Fountainhead. Vydání We The Living roku 1936 následuje v roce 1938 její první a jediná novela Anthem. V lednu 1939 jí z Leningradu přicházejí poslední zprávy od rodičů.

### 40. léta
Roku 1940 se přímo zapojuje do podpory prezidentské kampaně Wendella Wilkieho, jediného pro-intervenčního nominanta republikánské strany. Válka v Evropě i Asii už byla v plném proudu. Zapojení prozatím neutrálních USA bylo v americké společnosti nepopulární a díky tomu zvítězil Wilkieho demokratický oponent a vládnoucí prezident Franklin D. Roosevelt. Randová touto dobou inscenuje další hru na Broadway – The Unconquered. Mění zaměstnání a začíná pracovat jako nezávislý kritik a čtenář scénářů pro různá studia. 

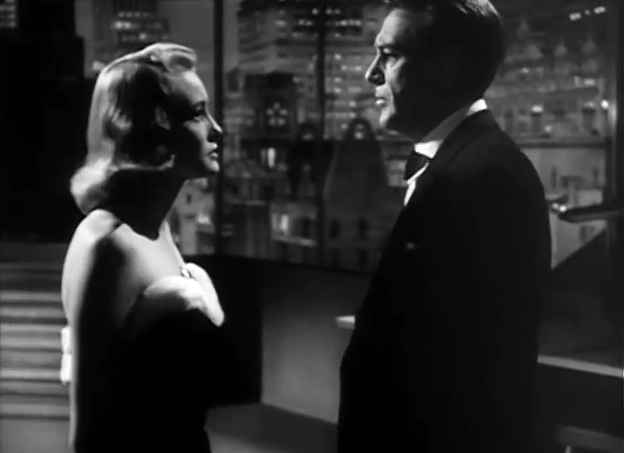
Howard Roark (G. Cooper) a Dominique Francon (P. Neal) ve filmu The Fountainhead.

The Fountainhead dokončuje po 5 letech psaní (1 rok vynechala pro napsání Anthem). V roce 1942 po několika neúspěšných jednáních s vydavateli předává rukopis nakladatelství Bobbs-Merill Company a v následujících měsících pracuje dlouho do noci, aby dokončila zbytek knihy. 7. května 1943 je román poprvé vydán. Další rok se dostává na seznam bestsellerů. V průběhu psaní měla Randová několikrát myšlenku, že román opustí. Bez duševní podpory, kterou jí poskytoval Frank O'Connor, by možná kniha nikdy nevznikla a Randová mu za tuto pomoc byla velmi vděčná. I když byl román povětšinou literárním světem ignorován, stalo se z něj průlomové dílo (již za první rok se prodalo padesát tisíc kusů). 

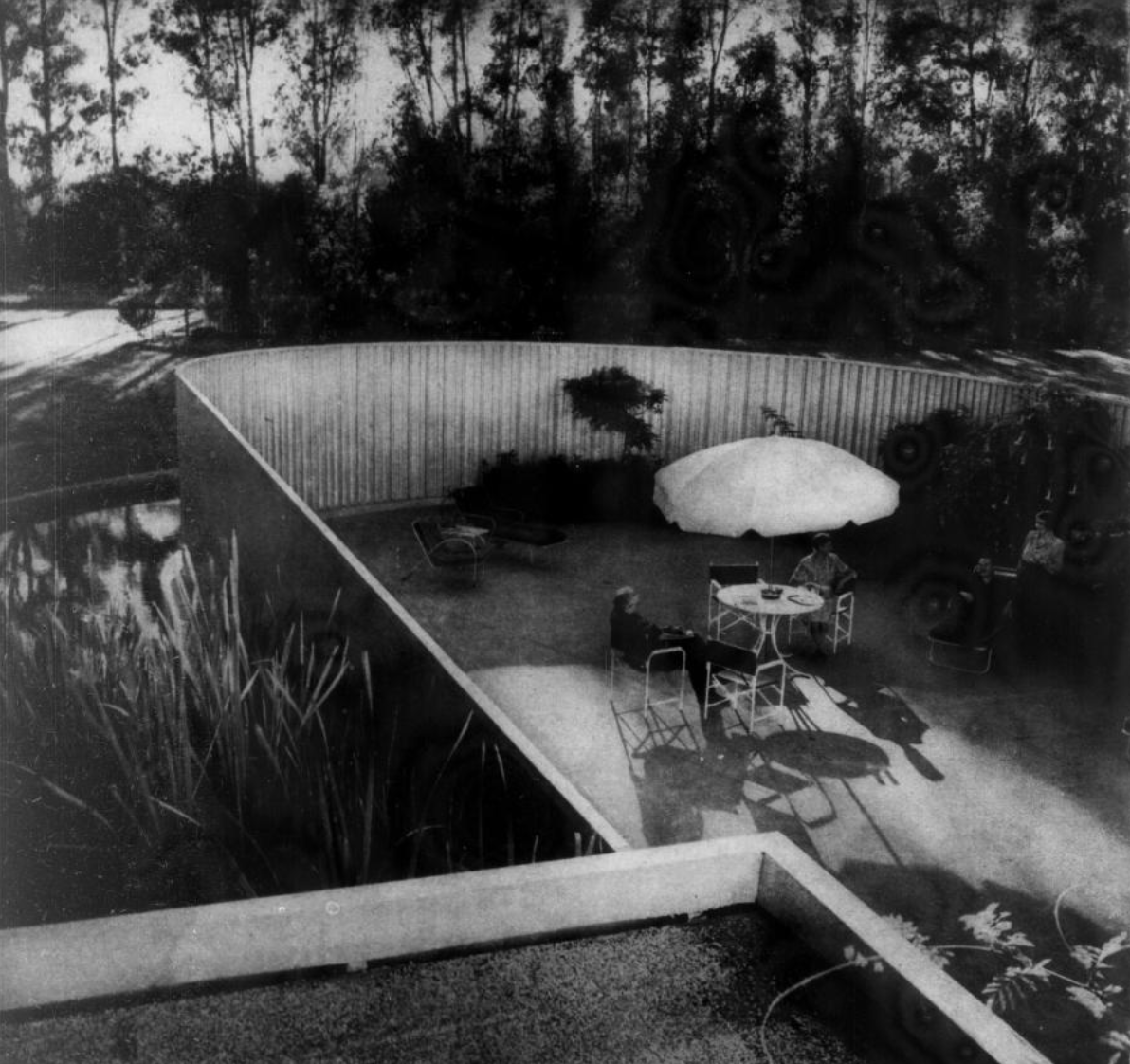
Fotografie domu Ayn Randové a Franka O’Connora v San Fernando Valley

Od roku 1944 žili Ayn Randová a Frank O'Connor v San Fernando Valley v Kalifornii, kde na návrh Franka odkoupili několik akrů ranče s modernistickou vilou od Richarda Neutry. V srpnu 1945 obsazuje The Fountainhead 6. místo v seznamu bestsellerů časopisu The New York Times. I tato událost přivede Randovou v následujících letech ke zfilmování románu ve spolupráci s režisérem King Vidorem a studiem Warner Bros. Výsledkem byl 112 minutový černobílý film s Gary Cooperem a Patricií Neal v hlavních rolích (Howard Roark a Diminique Francon). Randová označila filmové dílo za nejvěrohodnější zpracování své knihy. Film vydaný v roce 1949 se však nesetkal s takovým přijetím jako kniha.

### 50. léta
Na začátku dekády (1951) se Randová stěhuje z Kalifornie do New Yorku a začíná pracovat na svém největším románu Atlas Shugged. Podle Hellerovy biografie byl jiskrou k napsání knihy rozhovor mezi Randovou a Isabel Patersonovou v roce 1943. Od té doby začala Randová přemýšlet nad dystopickým románem, který by zachycoval scénář, v němž by produktivní lidé vyšli do stávky. První náčrt díla vytvořila už v září 1946. Pro napsání románu pozastavila všechnu ostatní práci a věnovala se plně jen jemu. V létě 1950 měla hotových už 18 kapitol a následující rok 21. Vytvořila okruh mladých obdivovatelů, kterým dála číst své texty. Skupina zahrnovala její pozdější intelektuální spolupracovníky Nathaniela a Barbaru Branden, Leonarda Peikoffa a Alana Greenspana. Práce se zpomalila v roce 1953, kdy začala pracovat na vrcholu románu – tzv. Galtově projevu – shrnutí celé podstaty své filozofie prostřednictvím řeči hlavní postavy Johna Galta. Víc než 2 roky strávila jen na této části knihy. Román předala vydavatelům v listopadu 1956. Nakladatelství Random House v New Yorku vydalo knihu v říjnu 1957. Atlas Shrugged považovala za vrchol své práce v beletrii. Tím rokem uzavřela svou životní etapu fikční spisovatelky.
Po vydání v roce 1957 se Ayn Randová věnovala především psaní esejí a přednáškám, které prohlubovaly její filozofii, analyzovaly současné dění a aplikovaly objektivismus na politické a společenské otázky. Už roku 1958 začíná první kurzy psaní beletrie a dává první lekce na kampusu newyorské Queens College, o rok později na Yale.

### 60. léta

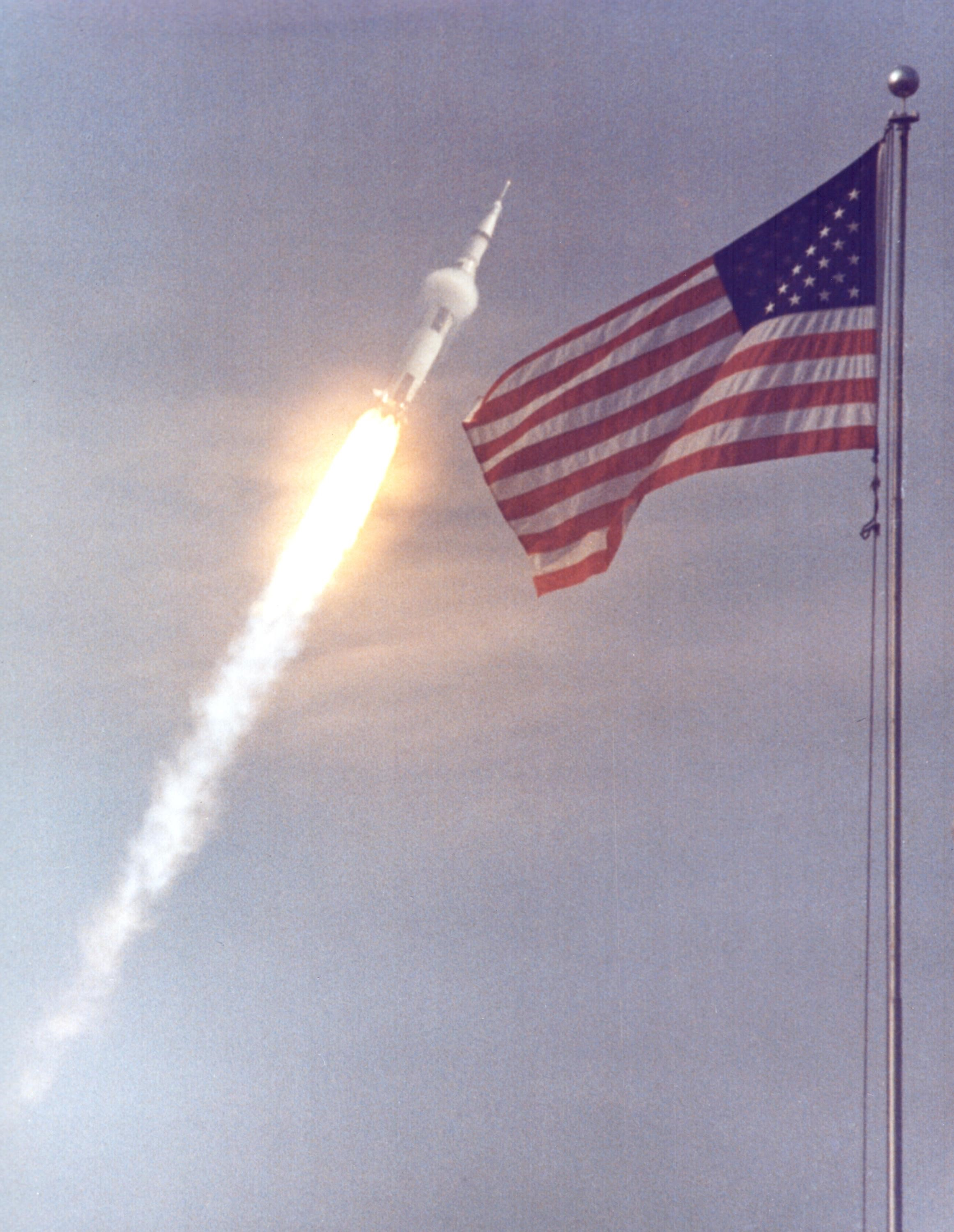
Start Apolla 11 v červeneci 1969, kterého se Randová účastnila jako přímý divák.

V roce 1961 publikuje první sbírku esejí For The New Intellectual a před velkým publikem podává první projev na Ford Hall Fóru – vystoupení v průběhu život ještě několikrát zopakovala s jinými tématy. Následuje vydání The Virtue of Selfishness v roce 1964 a 1966 publikuje Introduction to Objectivist Epistemology. V 60. letech věnuje značný čas publikování ve svém periodiku The Objectivist Newsletter a psaní týdenním sloupcům do Los Angeleských novin.
Okolo roku 1961 se osobně setkává s fikčním spisovatelem Mickey Spillanem, se kterým se v průběhu dvou měsíců spřátelí. Spillane byl autor především známý svou detektivní sérií o individualistickém hrdinovi Miku Hammerovi, jeho knihy mají anti-komunistický nádech a jsou protkané romantikou amerického stylu. Randová spisovatele považovala za nejlepšího své doby z hlediska "originality, představivosti, barvy, smyslu pro drama, a ze všeho nejvíc nádherné zápletkové struktury".
V roce 1968 se rozešla s Nathanielem Brandenem, kanadsko-americkým psychologem a dlouholetým spolupracovníkem, který se významně podílel na propagaci objektivismu. Přispěl několika esejemi k vydání The Virtue of Selfishness a podle některých biografií mezi nimi existoval i milostný vztah, který její manžel Frank O'Connor vědomě toleroval. Podle Barbary Branden Randová Franka o vztahu informovala a ten s ním souhlasil, přestože jím byl emočně zasažený. Rozchod s Brandenem, jehož přesné příčiny jsou dodnes předmětem sporů, vedl k rozpadu tzv. The Collective, okruhu filozofčiných nejbližších spolupracovníků. Randová Brandena obvinila ze zrady objektivistických principů, odebrala mu partnerství v časopise The Objectivist a požadovala, aby předal kontrolu nad Nathaniel Branden Institutem (NBI), který byl následně rozpuštěn. Zavření institutu uvolnilo prostor pro různé samostatné "interpretace" objektivismu, které však Randová odmítala jako morálně zvrácené nebo jako plagiátorství jejích myšlenek. Obzvlášť jí vadilo používání objektivistického slovníku mladými libertariány, které odsuzovala nejen kvůli přehlížení morálky a náklonostem k anarchismu. Mezitím byl Brandenův status filozofčina oblíbeného žáka převzat Leonardem Peikoffem, jedním z původních členů The Collective, kterého Randová později označila za svého intelektuálního a právního dědice. Tento rozchod oslabil šíření objektivismu na celé desetiletí a Randová už znovu podobnou organizaci nepodporovala. Výjimkou byly skupiny organizované Peikoffem ke sklonku jejího života, kterým přihlížela, ale neúčastnila se jich aktivně. Do smrti odmítala být spojována s jakýmkoliv oficiálním hnutím – politickým nebo filozofickým. Objektivismus pro ni znamenal její vlastní filozofii, ne organizaci.
Roku 1969 přímo přihlíží spolu s manželem startu Apolla 11 – zažívá jedny z nejšťastnějších momentů svého života. O pár dnech strávených na Cape Kennedy a ve městě Titusville napsala samostatný článek shrnující událost novinářským i filozofickým způsobem.

### 70. a 80. léta
Na přelomu 60. a 70. let vrcholí dusná atmosféra v americké společnosti, spojená především s Vietnamskou válkou, Hippies a nedávnou Karibskou krizí. Dochází k radikalizaci na univerzitách a dominanci tzv. nové levice. Randová se staví proti válce, přesto se stává tvrdým kritikem vývoje na akademické půdě. V průběhu 70. let se Randová přátelí s některými republikány, podporuje kariéru Alana Greesnpana, který je na politickém vzestupu, účastní se jeho inaugurace do funkce předsedy rady ekonomických poradců prezidenta. V polovině 70. let je prezidentem Geraldem Fordem pozvaná na večeři do Bílého domu.
V roce 1979 umírá Frank O'Connor. Jeho smrt Ayn tvrdě poznamenala, jde jí ztěžka najít motivaci a částečně ztrácí radost ze života. Její zdraví se rychle zhoršuje. Snaží se, co nejrychleji předat, co může. Jmenuje svým dědicem Leonarda Peikoffa. Začíná práci na scénářích k plánovanému filmovému zpracování Atlas Shrugged, ty však už nestihne dokončit. Stává se vehementním kritikem Ronalda Reagana poté, co se dozví, že zastává pro-life postoj k interrupci (Randová si takto běžně testovala volitelnost politiků). V dubnu 1981 prezentuje poslední lekci ve Ford Hall Fóru (The Age of Mediocrity) a v listopadu poslední veřejnou lekci v New Orleans (The Sanction of The Victims) publiku podnikatelů. Tuto řeč posmrtně odprezentuje také Leonard Peikoff o rok později v Bostonu (1982). Umírá 6. března 1982 v New Yorku na srdeční selhání, které bylo částečně způsobeno některými jejími životními návyky, zejména silným kouřením, a psychickou tíhou spojenou se smrtí manžela.

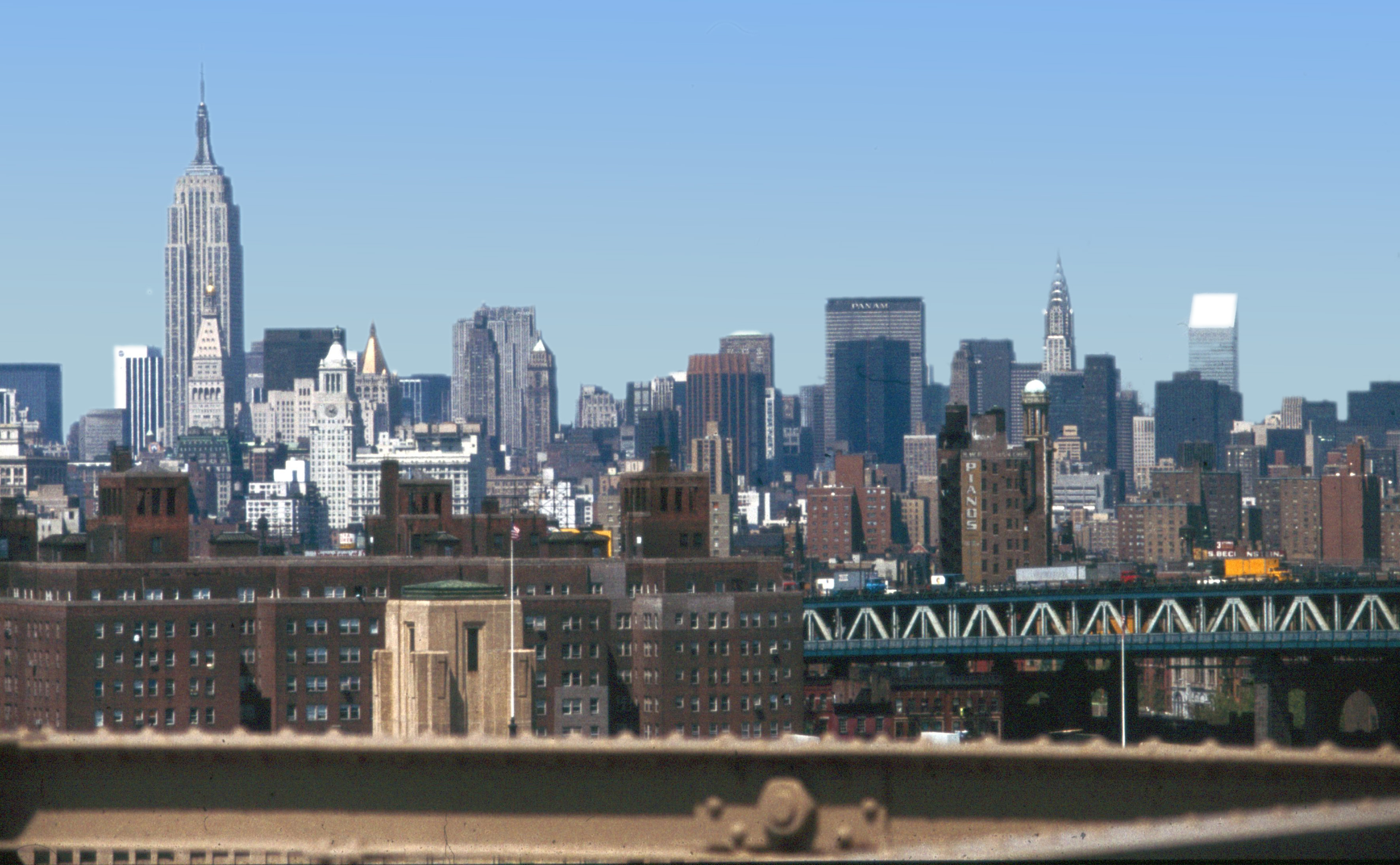
New York, 1. května 1982.

### Jméno
Původ jména může spočívat v přezdívce, jenž jí měl dát její otec, Ájin, což hebrejsky znamená „oko“. Ona sama přijala při emigraci příjmení Rand, které je odvozeno buď od měny Jižní Afriky, tehdejšího největšího naleziště diamantů, anebo od psacího stroje Remington-Rand.

## Objektivismus
Ayn Randová poprvé použila slovo objektivismus jako název pro svou filozofii v únoru 1961 při lekci o etice na univerzitě ve Wisconsinu. Do té doby představovala objektivismus implicitně v postavách svých hrdinů (Howard Roark, John Galt, Dominique Francon, Hank Rearden, Dagny Taggart, Francisco D'Anconia, atd.), tedy prostřednictvím fikční literatury a explicitně při dotazech na její konkrétní názory a tzv. Galtovou řeří v románu Atlas Shrugged. O rok později (1962) začala publikovat periodika The Objectivist Newsletter, od té doby se název uchytil. Randová nejprve uvažovala o názvu „existencialismus“ pro svou filozofii, ale ten už byl tehdy pevně spjatý s jinými mysliteli (např. Sartre, Heidegger, Camus), jejichž myšlenky Randová zásadně odmítala. Proto vznikl "objektivismus" – jako protipól subjektivismu nebo mysticismu. Název, který měl stručně sdělit: "V této filozofii se realita neohýbá podle přání ani kolektivní vůle. Realita je objektivní, poznatelná, a rozum je nástroj k jejímu pochopení."

V článku Introduction to Objectivism (česky Úvod do objektivismu) si Randová vybavuje příhodu, kterou zažila na konferenci před vydáním Atlas Shrugged. Jeden z prodejců knih ji tehdy požádal, jestli by neshrnula svou filozofii, jakoby "stála na jedné noze". Randová toto shrnutí (nebo jeho části) často používala opakovaně v rozhovorech s novináři:

1. Metafyzika: Objektivní realita
2. Epistemologie: Rozum
3. Etika: Sebe-zájem
4. Politika: Kapitalismus

...
Má filozofie, objektivismus, má tyto premisy:
1. Realita existuje jako objektivní absolutní skutečnost – fakta jsou fakta, nezávislá na lidských pocitech, přáních, nadějích nebo strachu.
2. Rozum (schopnost, která identifikuje a integruje materiál poskytovaný smysly člověka) je jediný lidský prostředek vnímání reality, jediný zdroj poznání, jediné vodítko k jednání a základní prostředek k přežití.
3. Člověk – každý člověk – je cílem sám o sobě, ne prostředkem k cílům ostatních. Musí existovat sám pro sebe, aniž by se obětovával ostatním nebo obětovával ostatní sobě. Sledování jeho vlastního racionálního sebe-zájmu a jeho vlastního štěstí je nejvyšším morálním účelem jeho života.
4. Ideálním politicko-ekonomickým systémem je laissez-faire kapitalismus. Je to systém, kde se lidé mezi sebou vypořádávají ne jako oběti a popravčí, ani jako páni a otroci, ale jako obchodníci svobodnou, dobrovolnou směnou pro vzájemný přínos. Je to systém, kde žádný člověk neobdrží žádnou hodnotu od ostatních uchýlením se k fyzickému násilí a žádný člověk nesmí iniciovat použití fyzického násilí proti ostatním. Vláda jedná pouze jako strážník, který ochraňuje práva člověka. Používá fyzické násilí jen při odplatě a pouze proti těm, kteří iniciují jeho použití, jako jsou zločinci a cizí invazní síly. V systému naprostého kapitalismu, by mělo být (historicky ještě nebylo) úplné oddělení státu a ekonomiky stejným způsobem a ze stejného důvodu jako oddělení státu od církve.

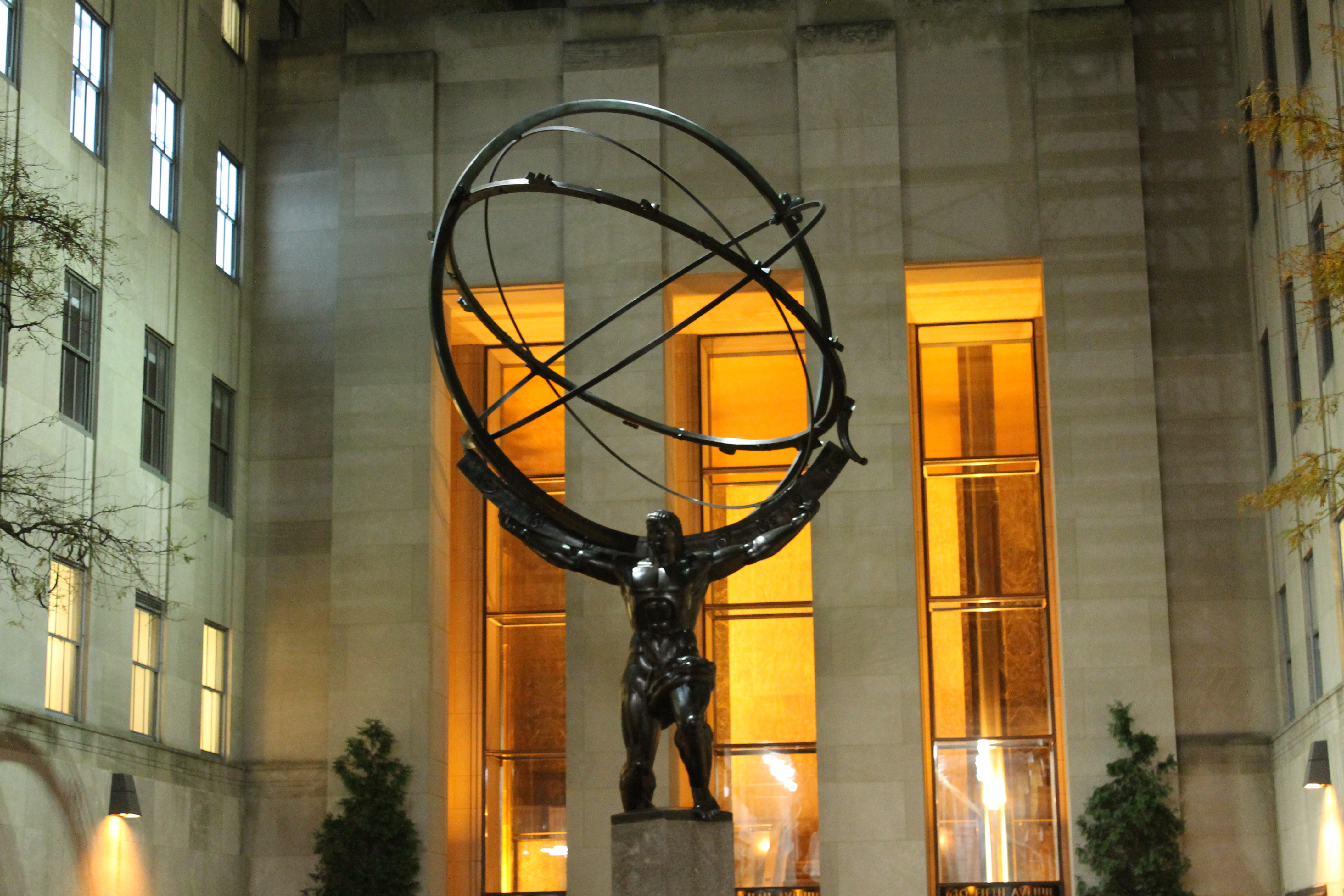
Atlas u Rockefeller centra, New York (Často považovaný za symbol objektivismu. Randová sama žádný symbol pro svou filozofii nepoužívala.)

Objektivismus je hierarchický systém premis, které logicky plynou z prvních tří axiomů – základních pravd nebo principů, které jsou podle Randové neredukovatelné (nelze u nich hledat vysvětlení jejich existence, protože jsou tím, co popisuje celou existenci a vysvětlovali bychom je tedy neexistencí, což je nemožné) a nedají se popřít (jelikož každé jejich popření by je muselo samo použít): existence, identita a vědomí. První říká, že něco existuje, nespecifikuje však co, pouze ukazuje na všechnu existenci jako takovou. Druhý axiom – axiom identity – nás upozorňuje, že vše co existuje musí být něčím a tedy mít svou vlastní identitu. Každá věc je buď právě touto věcí, nebo neexistuje. Neexistence je absencí nebo popřením existence – je logicky závislým pojmem, který nemůže být vytvořený, pokud nemáme pojem pro existenci. Kdyby neexistence byla nezávislá na existenci, svět by prostě nebyl – nebylo by co pojímat a nebyl by ani ten, kdo by pojímal. Třetí axiom – vědomí – pojmenovává skutečnost, že vědomí je tím, co si je něčeho vědomo – tímto objektem je realita (realita je existence nezávislá na vědomí). Opačnou premisou k prvotnosti existence je prvotnost vědomí (myšlenka, že vědomí je tím, co vytváří existenci a dává jí identitu), která je v základu každé iracionality a – pokud dovedena do konce – vede k lidským katastrofám (např. Holocaust, Albigenská křížová výprava, Velký skok vpřed, apod.) a zavržení prvních dvou axiomů. Správný je podle ní princip prvotnosti existence – existence předchází vědomí, bez ní nemůže vědomí existovat a fungovat. Aby mohl mít člověk pod kontrolou svět okolo sebe a sebe samotného, musí nejprve pochopit realitu. Přání, víra, pocity samy o sobě nic nezmění. Vědomí odříznuté od existence se postupně stává ničím (bludy a čisté fantazie jsou vytvořené pokřivením materiálu reality). Z prvních dvou axiomů – existence a identity – vychází logický korolár: kauzalita. Existenty (věci, které existují) se mohou chovat, působit na sebe navzájem a plnit jen tu funkci, která vychází z jejich jedinečné identity.
Soubor těchto základních axiomů a korolárů nazývá Ayn Randová svou metafyzikou. Na ní staví všechny ostatní pole filozofie: epistemologii, etiku, estetiku, apod. Není racionalistkou v tom smyslu, že by používala jen dedukci, používá dedukci a indukci zároveň. Její metoda spočívá v empirickém pozorování a logickém integrování s kontextem již získaného poznání – především s fundamentálnějším poznáním.
Její vize člověka jako nezávisle přemýšlejícího, sebevědomého individualisty měly velký vliv na životy miliónů čtenářů po celém světě a stály na počátku filozofického hnutí, které má rostoucí vliv na americkou společnost.
Jediným platným soudcem hodnot, které si člověk volí, je rozum. Nejvyšší hodnotou a měřítkem správnosti všech hodnot je život člověka jako racionální pojmové bytosti. Člověk nežije jako opravdový člověk, pokud se rozhodne nepoužívat svůj rozum. Existuje jen jeden systém správných morálních hodnot, stejný pro každého člověka, protože morálními hodnotami jsou nejobecnější hodnoty, které jsou objektivně diktovány přirozeností světa a člověka, nikoli konkrétními podmínkami jeho života ani subjektivními a arbitrárními rozmary lidského vědomí bez ohledu na realitu. Člověk je sám sobě nejvyšším cílem a hodnotou, není nástrojem k cílům ostatních ani jejich zotročování pro své vlastní cíle. Neobětuje se ostatním, ani nežije z obětování ostatních sobě. Žije z hodnot získaných vlastní prací nebo dobrovolnou směnou. Dosahování vlastního štěstí je nejvyšším morálním cílem člověka.

## Literární dílo

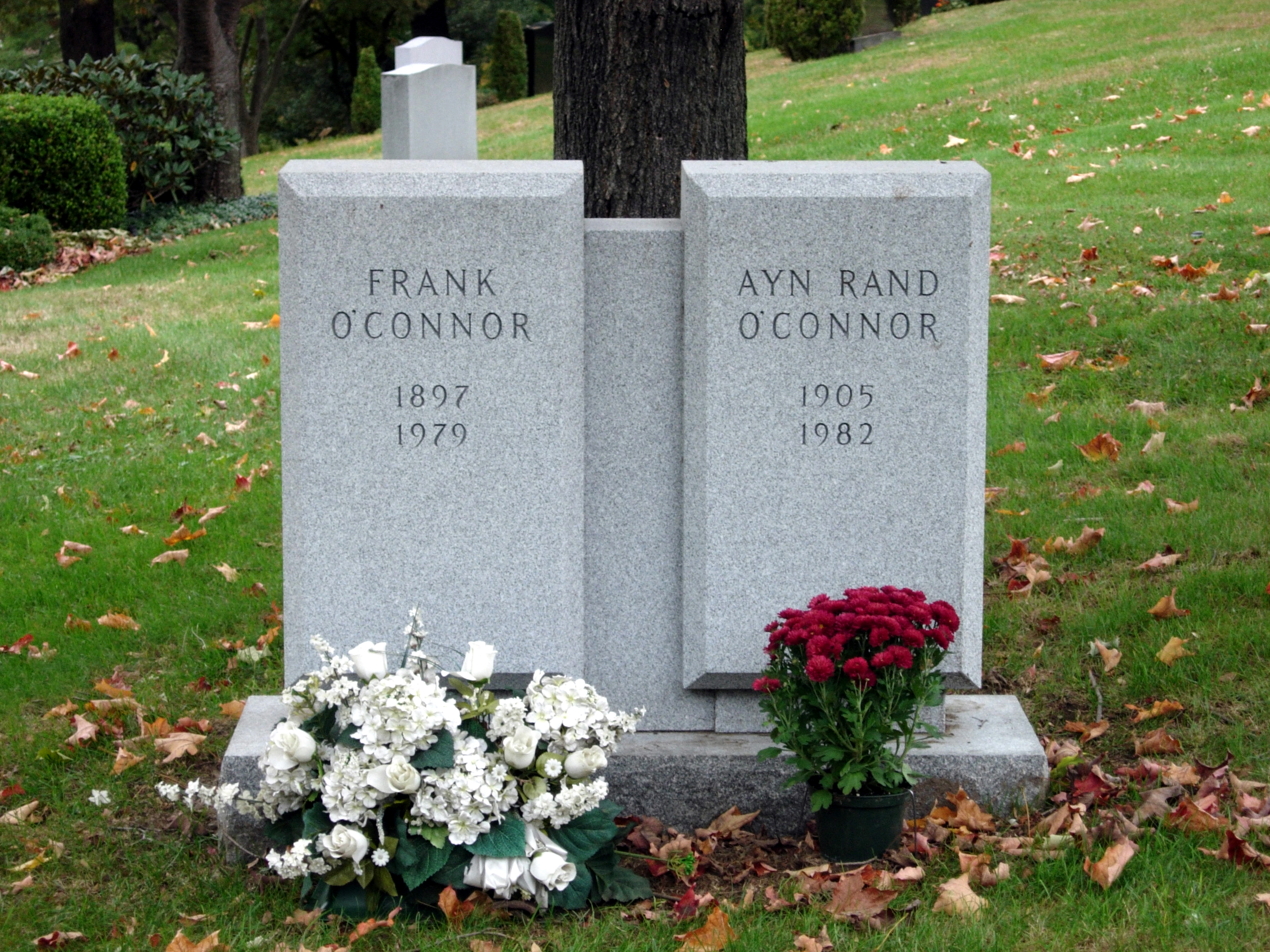
Hrob Ayn Randové

### Romány
- Atlas Shrugged[35] (1957), česky Atlasova vzpoura[36] nebo Atlas pozdvihl rameny
- The Fountainhead[37] (1943), česky Zdroj[38][39]
- We The Living (1936), česky My, žijící

### Dramata[40][41]
- (V roce 2005 vydáno jako The Three Plays):
  - The Night of January 16th (1959, premiéra 1936), česky Noc 16. ledna
  - The Ideal (1936, premiéra 1989), česky Ideál
  - Think Twice (1939), česky Přemýšlej dvakrát
- The Unconquered (2014, premiéra 1940), česky Nepodmanění
- Red Pawn (1932), česky Rudá figurka

### Povídky
- The Night King (c. 1926)
- The Simplest Thing in the World (1967)

### Filozofická díla
- Introduction to Objectivist Epistemology[42] (1979, rozšířeno 1990), tj. Úvod do objektivistické epistemologie
- The Virtue of Selfishness[43] (1964), česky Ctnost sobectví[44][45]
- Philosophy: Who Needs It[46] (1982), česky Filozofie: kdo ji potřebuje
- The Romantic Manifesto[16] (1969, rozšířeno 1975), česky Romantický Manifest
- For The New Intellectual[47] (1961), česky Pro nového intelektuála
- Capitalism: The Unknown Ideal[48] (1966, rozšířeno 1967), česky Kapitalismus: neznámý ideál
- The Return of the Primitive: The Anti-Industrial Revolution[49] (1971, rozšířeno 1975), česky Návrat primitivna: anti-industriální revoluce

### Novely
- Anthem[50] (1938), česky Chvalozpěv[51]

### Osobní písemnosti
- Journals of Ayn Rand[52] (1997), česky Deníky Ayn Randové
- Letters of Ayn Rand[53] (1995), česky Dopisy Ayn Randové

### Literární teorie
- The Art of Fiction (2000), česky Umění fikční literatury
- The Art of Nonfiction (2001), česky Umění literatury faktu

### Akademické brožury
- Pola Negri (1925)
- Hollywood: American Movie City (1925), česky Hollywood: Americké filmové město

## Veřejná vystoupení

### Ford Hall Fórum (Boston)
- The Wreckage of the Consensus (1967)
- Of Living Death (1968)
- Apollo and Dionysus (1969)
- The Moratorium on Brains (1971)
- The Age of Mediocrity (1981)
- The Sanction of The Victims (1981)

### Jiné
- The Money-Making Personality (1963)
- The Nature of Rights (1964)
- The Psychology of Altruism (1964)
- Romantic Literature (1964)
- The Enemies of "Extremism" (1964)
- The Rober Barons (1966)